# Diocesi di Comodoro Rivadavia
La diocesi di Comodoro Rivadavia (in latino Dioecesis Rivadaviae) è una sede della Chiesa cattolica in Argentina suffraganea dell'arcidiocesi di Bahía Blanca. Nel 2023 contava 143.360 battezzati su 242.267 abitanti. È retta dal vescovo Jorge Luis Wagner.

## Territorio

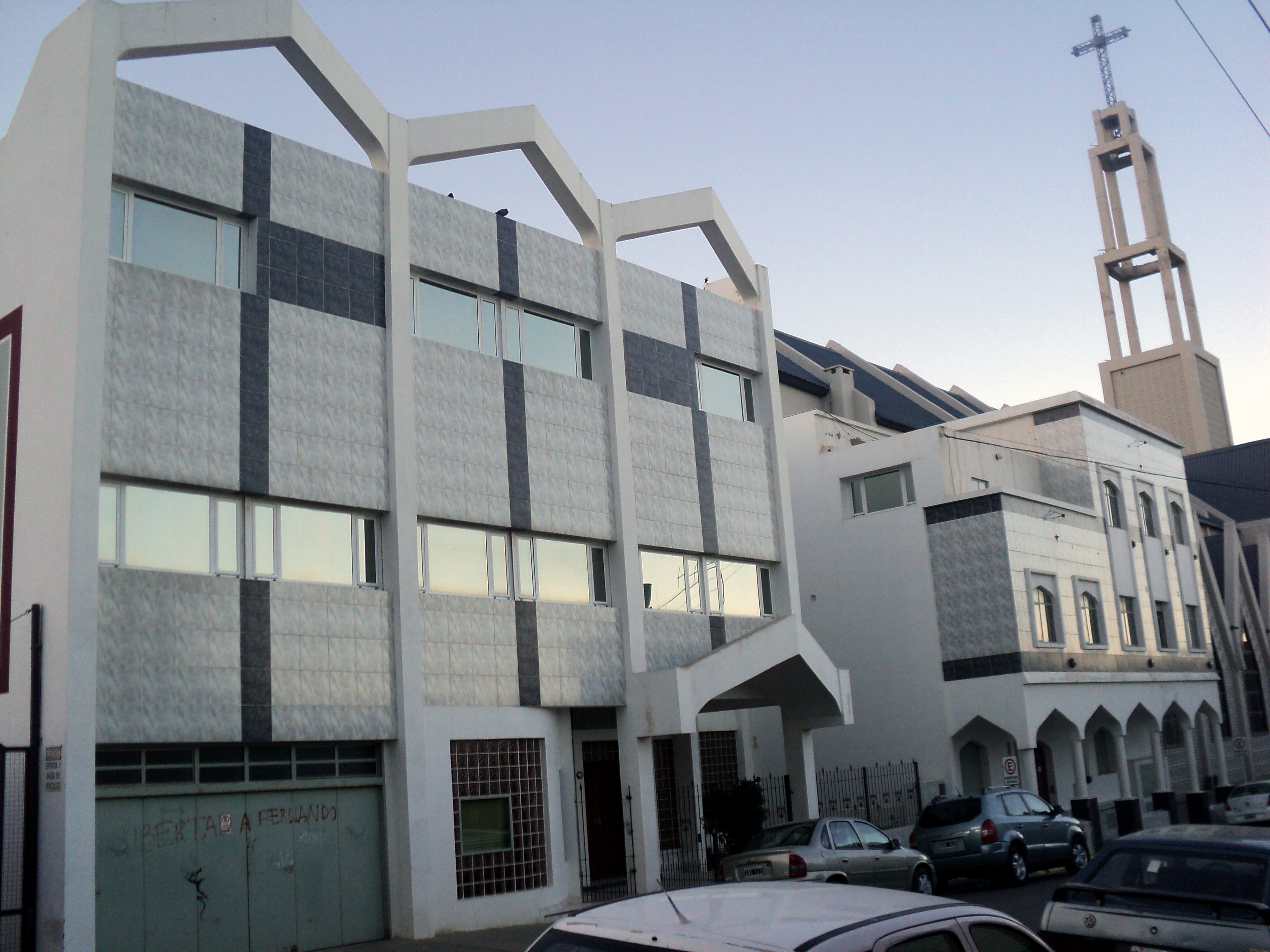
Il moderno palazzo episcopale di Comodoro Rivadavia.

La diocesi comprende 3 dipartimenti della provincia del Chubut: Escalante, Río Senguer, Sarmiento.
Sede vescovile è la città di Comodoro Rivadavia, dove si trova la cattedrale di San Giovanni Bosco.
Il territorio si estende su 50.913 km² ed è suddiviso in 17 parrocchie.

## Storia
La diocesi è stata eretta l'11 febbraio 1957 con la bolla Quandoquidem adoranda di papa Pio XII, ricavandone il territorio dalla diocesi di Viedma. In origine la diocesi comprendeva le province di Chubut, Santa Cruz e Terra del Fuoco, per un totale di quasi 500.000 km².
Il 10 aprile 1961, il 14 marzo 2009 e il 19 ottobre 2023 ha ceduto porzioni del suo territorio a vantaggio dell'erezione rispettivamente della diocesi di Río Gallegos, della prelatura territoriale di Esquel e della diocesi di Rawson.

## Cronotassi dei vescovi
Si omettono i periodi di sede vacante non superiori ai 2 anni o non storicamente accertati.
- Carlos Mariano Pérez Eslava, S.D.B. † (13 marzo 1957 - 26 dicembre 1963 nominato arcivescovo di Salta)
- Eugenio Santiago Peyrou, S.D.B. † (24 giugno 1964 - 19 febbraio 1974 dimesso)
- Argimiro Daniel Moure Piñeiro, S.D.B. † (5 aprile 1975 - 8 settembre 1992 deceduto)
- Pedro Luis Ronchino, S.D.B. † (30 gennaio 1993 - 19 febbraio 2005 ritirato)
- Virginio Domingo Bressanelli, S.C.I. (19 febbraio 2005 - 10 febbraio 2010 nominato vescovo coadiutore di Neuquén)
- Joaquín Gimeno Lahoz (15 luglio 2010 - 19 ottobre 2023 ritirato)[1]
- Jorge Luis Wagner, dal 22 febbraio 2024

## Statistiche
La diocesi nel 2023 su una popolazione di 242.267 persone contava 143.360 battezzati, corrispondenti al 59,3% del totale.
| anno | popolazione | popolazione | popolazione | presbiteri | presbiteri | presbiteri | presbiteri                | diaconi | religiosi | religiosi | parrocchie |
| anno | battezzati  | totale      | %           | numero     | secolari   | regolari   | battezzati per presbitero | diaconi | uomini    | donne     | parrocchie |
| ---- | ----------- | ----------- | ----------- | ---------- | ---------- | ---------- | ------------------------- | ------- | --------- | --------- | ---------- |
| 1964 | 170.000     | 185.000     | 91,9        | 38         | 5          | 33         | 4.473                     |         | 43        | 56        | 17         |
| 1970 | 123.000     | 170.000     | 72,4        | 45         | 13         | 32         | 2.733                     |         | 35        | 43        | 14         |
| 1976 | 176.000     | 195.000     | 90,3        | 47         | 9          | 38         | 3.744                     | 1       | 41        | 52        | 19         |
| 1980 | 188.000     | 220.000     | 85,5        | 49         | 12         | 37         | 3.836                     | 1       | 39        | 44        | 19         |
| 1990 | 300.000     | 350.000     | 85,7        | 44         | 20         | 24         | 6.818                     |         | 28        | 49        | 22         |
| 1999 | 327.000     | 387.000     | 84,5        | 49         | 28         | 21         | 6.673                     |         | 24        | 76        | 26         |
| 2000 | 300.000     | 356.587     | 84,1        | 49         | 27         | 22         | 6.122                     |         | 28        | 88        | 28         |
| 2001 | 330.000     | 390.000     | 84,6        | 46         | 24         | 22         | 7.173                     |         | 26        | 87        | 30         |
| 2002 | 345.000     | 412.912     | 83,6        | 44         | 26         | 18         | 7.840                     |         | 22        | 85        | 32         |
| 2003 | 345.900     | 412.912     | 83,8        | 44         | 26         | 18         | 7.861                     |         | 22        | 83        | 33         |
| 2004 | 345.000     | 412.912     | 83,6        | 41         | 25         | 16         | 8.414                     |         | 19        | 81        | 33         |
| 2006 | 353.000     | 422.000     | 83,6        | 39         | 25         | 14         | 9.051                     |         | 17        | 78        | 33         |
| 2013 | 469.000     | 604.000     | 77,6        | 34         | 23         | 11         | 13.794                    | 2       | 12        | 58        | 28         |
| 2016 | 483.186     | 623.200     | 77,5        | 35         | 28         | 7          | 13.805                    | 14      | 8         | 56        | 28         |
| 2019 | 497.650     | 642.770     | 77,4        | 39         | 30         | 9          | 12.760                    | 12      | 12        | 44        | 29         |
| 2021 | 507.120     | 655.530     | 77,4        | 35         | 29         | 6          | 14.489                    | 13      | 6         | 40        | 29         |
| 2023 | 143.360     | 242.267     | 59,2        | 19         | 18         | 1          | 7.545                     | 16      | 1         | ?         | 17         |